# Pavonia restiaria
Pavonia restiaria là một loài thực vật có hoa trong họ Cẩm quỳ. Loài này được Bertoni mô tả khoa học đầu tiên năm 1911.